# In territorio nemico (romanzo)
In territorio nemico è un romanzo storico del 2013 scritto dal collettivo SIC ed edito da minimum fax nella collana Nichel. È ambientato durante l'occupazione tedesca in Italia.
In territorio nemico è stato scritto collettivamente utilizzando il metodo di scrittura collettiva SIC ideato da Vanni Santoni e Gregorio Magini e coordinato dagli stessi fondatori; il suo soggetto è basato su aneddoti e testimonianze orali raccolte dagli stessi scrittori. Con i suoi 115 autori, è il romanzo con più autori al mondo

## Trama
Le vicende ruotano intorno al destino di tre personaggi: Matteo Curti, un sottufficiale di marina che diserta e attraversa l'Italia devastata dalla guerra nel tentativo di raggiungere la sorella Adele, imparando a combattere e prendendo coscienza della situazione del paese; Adele Curti, una giovane sposa borghese che, abbandonata dal marito, sopravvive nella Milano bombardata entrando in contatto prima col mondo operaio, poi con quello dei Gruppi di Difesa della Donna e addirittura con quello dei GAP; suo marito Aldo Giavazzi, un ingegnere aeronautico che, per paura di venire deportato, si nasconde nella cascina di famiglia scivolando in una progressiva e visionaria follia.

## Edizioni
- Scrittura industriale collettiva, In territorio nemico, minimum fax, 25 aprile 2013, ISBN 978-88-7521-484-5.